# You Send Me
| Оценки критиков | Оценки критиков |
| Источник        | Оценка          |
| --------------- | --------------- |
| AllMusic        | Без оценки      |

«You Send Me» — песня американского певца Сэма Кука. Это был дебютный сингл певца. Он вышел в США 7 сентября 1957 года на лейбле Keen Records, на стороне Б была песня Джорджа Гершвина «Summertime».
В США песня «You Send Me» пользовалась огромным успехом, поднявшись на 1 место и ритм-н-блюзового чарта журнала «Билборд», и его главного чарта Billboard Top 100 (теперь Hot 100).
В 1998 году тот оригинальный сингл Сэма Кука с этой песней (вышедший в 1957 году на лейбле Keen Records) был принят в Зал славы премии «Грэмми».
В 2004 году журнал Rolling Stone поместил песню «You Send Me» в исполнении Сэма Кука на 115 место своего списка «500 величайших песен всех времён». В списке 2011 года песня также находится на 115 месте.
Кроме того, песня «You Send Me» в исполнении Сэма Кука входит в список 500 Songs That Shaped Rock and Roll по версии Зала славы рок-н-ролла.

## Чарты

### Версия Терезы Брюэр
| Год  | Чарт              | Наив. поз. |
| ---- | ----------------- | ---------- |
| 1957 | Pop Singles Chart | 8          |

### Версия Сэма Кука
| Год  | Чарт                | Наив. поз. |
| ---- | ------------------- | ---------- |
| 1957 | Black Singles Chart | 1          |
| 1957 | Pop Singles Chart   | 1          |
| 1958 | UK Singles Chart    | 29         |

### Версия Ареты Франклин
| Год  | Чарт                | Наив. поз. |
| ---- | ------------------- | ---------- |
| 1968 | Black Singles Chart | 28         |
| 1968 | Pop Singles Chart   | 56         |

### Версия группы Ponderosa Twins Plus One
| Год  | Чарт                      | Наив. поз. |
| ---- | ------------------------- | ---------- |
| 1971 | Best Selling Soul Singles | 23         |

### Версия группы The Manhattans
| Год  | Чарт                | Наив. поз. |
| ---- | ------------------- | ---------- |
| 1985 | Black Singles Chart | 20         |
| 1985 | Pop Singles Chart   | 81         |
| 1985 | Adult Contemporary  | 8          |